# Економіка Венесуели

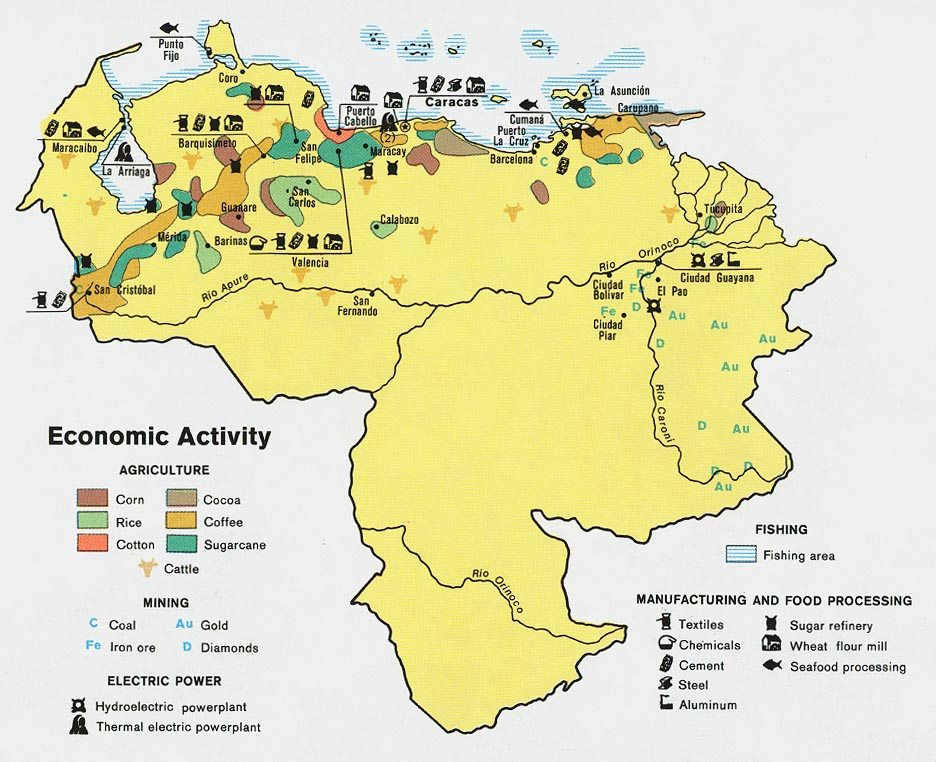
Економічна карта Венесуели, 1972

Венесуела — аграрно-промислова країна з розвинутою нафтодобувною промисловістю. Із 2017 року країну охопили протести. Протестувальники виступали за відставку чинного президента Ніколаса Мадуро. Не зважаючи на протести, країну вдруге очолив Мадура, опозиція звинуватила його в узурпації влади. Через кількарічні протести економіка країни практично була зруйнована, зруйновані цілі галузі економіки. Інфляція досягла кількох мільйонів відсотків за рік. У 2019 році відбулася деномінація валюти у співвідношенні 100 тисяч до 1. Нова валюта отримала назву суверений болівар. Мінімальна зарплата у 2019 році склала лише 8 дол.

## Загальна характеристика
Основні галузі промисловості: нафтова, залізорудна, конструкційних матеріалів, харчова, текстильна, сталеливарна, алюмінієва, моторобудівна. Осн. тр-т: автомобільний (протяжність автомобільних доріг бл. 100 тис. км), морський, планується розвиток залізн. тр-ту. Майже 90 % всіх перевезень пасажирів і вантажу здійснюються автомобільним транспортом. Єдина в країні залізниця протяжністю 336 км з'єднує Баркісімето і Пуерто-Кабельйо. Однак уряд планує довести протяжність залізниць до 1200 км, спорудивши лінії між Пуерто-Кабельйо і Каракасом. Гол. порти: Ла-Саліна, Пуерто-Кабельйо, Маракайбо, Амуай, Пунта-Кардон. Повітряні перевезення здійснюють 6 внутрішніх авіаліній, провідне місце серед яких займають компанії «Авенса» і «Аеропосталь».
За даними [Index of Economic Freedom, The Heritage Foundation, U.S.A., 2001]: ВВП — $ 81 млрд. Темп зростання ВВП — (-0,7)%. ВВП на душу населення — $3499. Прямі закордонні інвестиції — $ 1,1 млрд. Імпорт (машини і транспортне обладнання, запчастини, хімічні продукти і продовольство) — $ 19,3 млрд (г.ч. США — 53,4 %; Сауд. Аравія — 7,0 %; Японія — 5,3 %; Колумбія — 5,3 %; Італія — 5,1 %). Експорт (г.ч. нафта і нафтопродукти — бл. 90 %, а також алюміній і залізняк)- $ 25 млрд (г.ч. США — 56,7 %; Колумбія — 5,7 %; Бразилія — 4,5 %; Німеччина — 1,6 %; Японія — 1,4 %).
У період з 1958—1970 рр. темп економічного зростання країни становив 6,1 % в рік. З 1961 по 1971 кількість людей, зайнятих в обробній промисловості і торгівлі, зросла вдвічі. У 1973—1974 ціни на нафту на світовому ринку, а отже, і прибутки Венесуели від експорту нафти зросли на 400 %. Це стало поштовхом у розвитку сільського господарства, гідроенергетики, нових галузей важкої промисловості, особливо металургійної. Темп економічного зростання в 1970—1977 рр. становив 5,7 % на рік.
У 1990-х рр. середній прибуток на душу населення у В. найвищий у Латинській Америці, що обумовлено г.ч. розвиненою нафтовою галуззю. Валютні надходження від експорту нафти дозволяють закуповувати за рубежем не тільки споживчі товари, але і товари виробничого призначення в достатньому обсязі, що сприяє швидкому зростанню виробництва. Але періоди піднесення в економіці перемежаються з застоєм. Зниження ВВП в порівнянні з попереднім роком зафіксоване в 1986, 1989 і 1994. Якщо за період 1965—1979 ВВП зріс на 93 %, то за 1979—1995 рр. лише на 25 %. Стабілізації в економіці уряд країни намагається досягти шляхом посилення ринкового сектора.
У 1990-х рр. на частку аграрного сектора припадало лише бл. 5 % ВВП, обробна промисловість — 22 % ВВП, інше пов'язане г.ч. з нафтовидобутком, залізними рудами, золотом тощо.
Венесуела повністю забезпечує себе нафтою і природним газом; вона має також в своєму розпорядженні великі запаси кам'яного вугілля і гідроенергетичні ресурси. У 1990-х рр. потреби Венесуели в енергії на 91 % задовольнялися за рахунок нафти і природного газу і на 8 % — за рахунок ГЕС. Сумарна потужність електростанцій становила майже 18,8 млн кВт, з яких 43 % припадає на ТЕС і 57 % — на ГЕС.

## Промисловість Венесуели
Початок сучасної обробної промисловості був встановлений в 1950-і роки, і відтоді виробництво в цьому секторі стало швидко збільшуватися. Все ж на початку 1990-х років в ній було зайнято всього бл. 15 % економічно активного населення, і на її частку припадало 22 % ВВП (причому п'яту частину цієї кількості складали нафтопродукти). Спочатку основними галузями обробної промисловості були нафтопереробна і цукрова, а також збирання автомобілів з імпортних частин і виробництво текстилю, цементу, автомобільних шин і камер, сигарет, пива, мило, фармацевтичних товарів і скляних виробів. У 1960-і роки Венесуела почала розвивати важку промисловість. Була створена могутня сталеплавильна індустрія, і почалося виробництво алюмінію і добрив. Пізніше, вже в 1970-і роки, значна частина прибутку, що різко зріс від експорту нафти вкладалася у важку промисловість. Між 1970 і 1980 виробництво сталі подвоїлося, а вироблення азотних добрив і виплавка алюмінію зросли на 1500 %. У 1979 алюміній вийшов на перше місце у венесуельському експорті (після нафтопродуктів), залишивши позаду залізняк.
Розвиток важкої промисловості в країні здійснюється в основному з ініціативи уряду. Найбільший проект — розвиток базових галузей металургії в районі венесуельської Ґуаяни (Сьюдад-Ґуаяна), на ріках Оріноко і Кароні. Мінеральні багатства району — значні поклади залізняку і бокситів, а також багаті гідроенергетичні ресурси і вихід до моря (по р. Оріноко можуть підійматися морські судна) дозволили урядовій корпорації і приватним іноземним фірмам побудувати тут підприємства по виробництву сталі і алюмінію.